# Jan Reszetnik
Jan Reszetnik (ur. 12 lipca 1941) – polski ekonomista, przedsiębiorca i urzędnik państwowy, w latach 1990–1991 wicewojewoda tarnowski.

## Życiorys
Ukończył studia wyższe. W 1975 uzyskał na Akademii Ekonomicznej w Krakowie stopień doktora nauk ekonomicznych na podstawie napisanej pod kierunkiem Antoniego Fajferka rozprawy pt. Prognozowanie pieniężnych dochodów ludności regionu na tle podstawowych czynników jego rozwoju. W latach 80. działał jako szef Wojewódzkiej Komisji Planowania w Tarnowie. Od sierpnia 1990 do lipca 1991 pełnił funkcję wicewojewody tarnowskiego. W latach 90. rozpoczął prowadzenie przedsiębiorstwa RWD Prospect, zajmującego się usługami telekomunikacyjnymi i wodnymi, należał także do rad nadzorczych spółek. Zajmował się także działalnością sportową, m.in. w Tarnowskim Klubie Karate i Jacht Klubie „Orion” w Tarnowie. Został też prezesem Stowarzyszenia Patelnia Rożnów, gospodarującego częścią Jeziora Rożnowskiego. 